# Pastor Aeternus

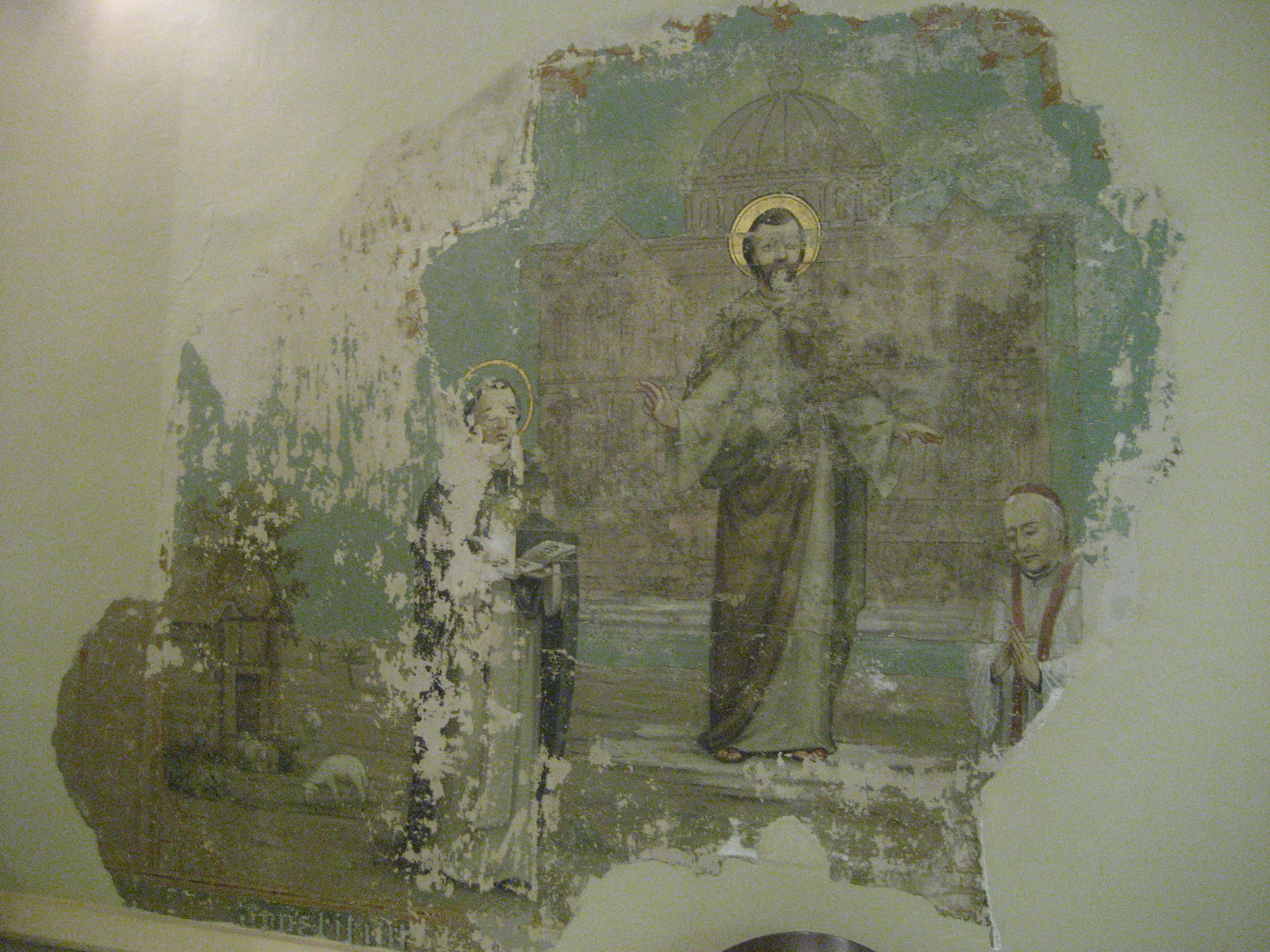
Muurschildering ter viering van het dogma van de pauselijke onfeilbaarheid (Voorschoten, 1870). Van links naar rechts: Thomas van Aquino, Christus en Paus Pius Pius IX

Pastor Aeternus (Latijn voor Eeuwige herder) is de constitutie uitgevaardigd tijdens de 4e zitting van het Eerste Vaticaans Concilie op 18 juli 1870 waarin het dogma van de pauselijke onfeilbaarheid werd bevestigd. Zoals aangegeven in de inleiding werd met de constitutie de rol en het primaatschap van de bisschop van Rome als geloofswaarheid vastgelegd om de katholieke gemeenschap te beschermen.

## Inhoud constitutie

### Eerste hoofdstuk: Instelling van het apostolische primaatschap van Petrus
Verwijzend naar het Evangelie van Mattheus wordt onderstreept dat het volgens de Kerk Jezus zelf was, die aan Petrus de leiding over Zijn kerk had toevertrouwd waarbij hij Petrus hiërarchisch boven de andere apostelen geplaatst had. “Gij zijt Petrus en op deze rotssteen zal Ik mijn kerk bouwen..” De ideeën dat er geen sprake was van primaatschap van Petrus, maar dat Jezus het hoogste gezag aan de Kerk had gegeven, die op haar beurt deze had overgedragen aan Petrus wordt afgewezen en een ieder die daarom het primaatschap van Petrus niet wil erkennen is in de ogen van de Kerk uitgesloten.

### Tweede hoofdstuk: Voortzetting Petrus' primaatschap door de bisschop van Rome
Zo zeker als het primaatschap van Petrus is, zo geldt ook dat de opvolger van Petrus, de bisschop van Rome, dezelfde autoriteit kent in zijn rol als plaatsbekleder. Uitgesloten worden zij die deze opvolging niet erkenden.

### Derde hoofdstuk: Over de macht en aard van het pauselijke primaatschap
Verwijzend naar het oecumenisch Concilie van Florence wordt bevestigd dat de bisschop van Rome en de Kerk die zij vertegenwoordigde het hoogste gezag kende boven alle andere kerken. Dit gezag beperkte zich niet alleen tot geloof, zeden en bestuur maar had ook betrekking op rechterlijke macht. Hierdoor was het ondenkbaar dat enig orgaan in staat zou kunnen zijn een pauselijke beslissing te verwerpen.
De gedachte dat een kerkelijk besluit alleen waarde zou hebben wanneer dit bevestigd wordt door een wereldlijke macht wordt verworpen.

### Vierde hoofdstuk: Over het onfeilbare leergezag van de Paus van Rome
Zoals al aangekondigd in eerdere concilies was met name het leergezag van de bisschop van Rome bepalend voor de Kerk omdat hij erop toezag dat de leer zoals die verkondigd wordt door de Katholieke Kerk in overeenstemming is met het gedachtegoed van de Heilige Schrift. Hieruit volgde de kern van het dogma:
Wanneer de Bisschop van Rome met het hoogste leergezag (ex cathedra) spreekt, dat wil zeggen, wanneer hij zijn ambt van herder en leraar van alle christenen uitoefenent met het hoogste apostolische ambtsgezag definitief beslist, dat een leer over geloof of zeden door de gehele Kerk gehouden moeten worden, dan bezit hij op grond van de goddelijke bijstand, die hem in de heilige Petrus is beloofd, die onfeilbaarheid, waarmede de goddelijke Verlosser zijn Kerk bij definitieve beslissingen in zaken van geloofs- en zedeleer wilde zien toegerust. Deze definitieve beslissingen van de Bisschop van Rome zijn daarom uit zich (ex sese) en niet op grond van de toestemming der Kerk onveranderlijk (irreformabiles). (Pastor Aeternus, 25)

## Toepassing onfeilbaarheid
Sinds de afkondiging van Pastor Aeternus is er slechts eenmaal gebruikgemaakt van het onfeilbare leergezag van de paus. Het betrof hier de afkondiging van het dogma van de Maria-Tenhemelopneming door paus Pius XII in 1950. Het door paus Pius IX afgekondigde dogma van de Onbevlekte Ontvangenis van Maria in 1854 wordt ook gerekend tot een onfeilbare uitspraak. Het zou volgens Hasler door Pius IX gebruikt zijn als opmaat voor de definitieve afkondiging van de pauselijke onfeilbaarheid.